# Xylocampa operosa
Xylocampa operosa är en fjärilsart som beskrevs av Jacob Hübner 1827. Xylocampa operosa ingår i släktet Xylocampa och familjen nattflyn. Inga underarter finns listade i Catalogue of Life.